# Signale für den Rangierdienst

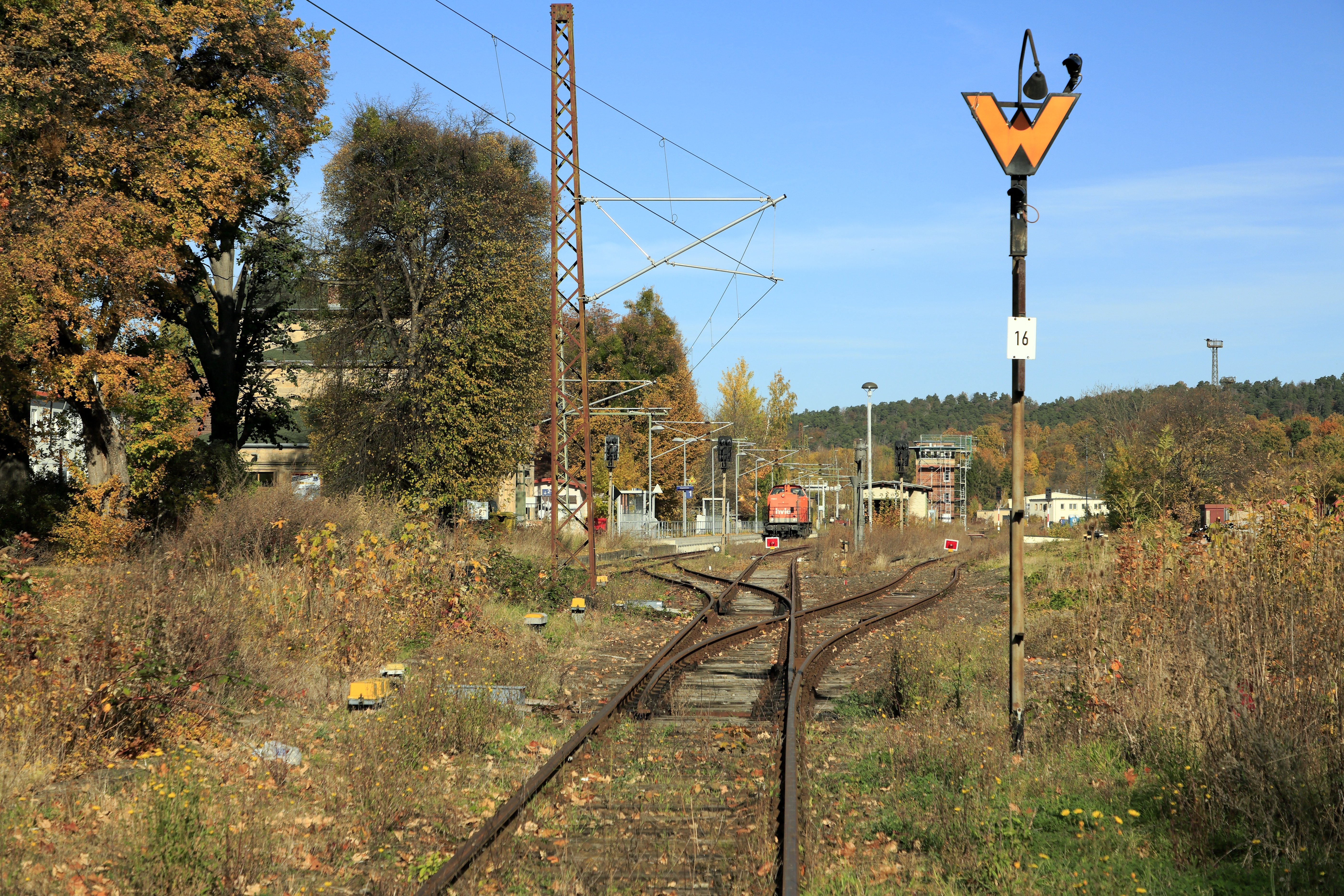
Wartezeichen Ra 11a im Bahnhof Blankenburg (Harz)

Die Signale für den Rangierdienst (Ra) sind Eisenbahnsignale in Deutschland, die der Verständigung der am Rangieren Beteiligten untereinander dienen. Das Signalbuch teilt sie ein in die hörbar und sichtbar als Handzeichen gegebenen Rangiersignale, die Abdrücksignale und die sonstigen Signale für den Rangierdienst. Vereinzelt bestehen Unterschiede in der Bezeichnung und Verwendung der Signale in den Bereichen der ehemaligen Deutschen Bundesbahn (DS 301) und der Deutschen Reichsbahn (DV 301).

## Signale in Deutschland

### Rangiersignale
Die Rangiersignale werden vom Rangierbegleiter als Handzeichen und als akustische Signale, bei Tage ggf. unter Zuhilfenahme einer Signalfahne oder einer Winkscheibe, bei Dunkelheit mit einer weiß leuchtenden Laterne und mit einer Signalpfeife oder einem Horn, gegeben. Die Rangiersignale müssen gleichzeitig sichtbar und hörbar gegeben werden, gelten aber bereits, wenn sie nur sichtbar aufgenommen werden.

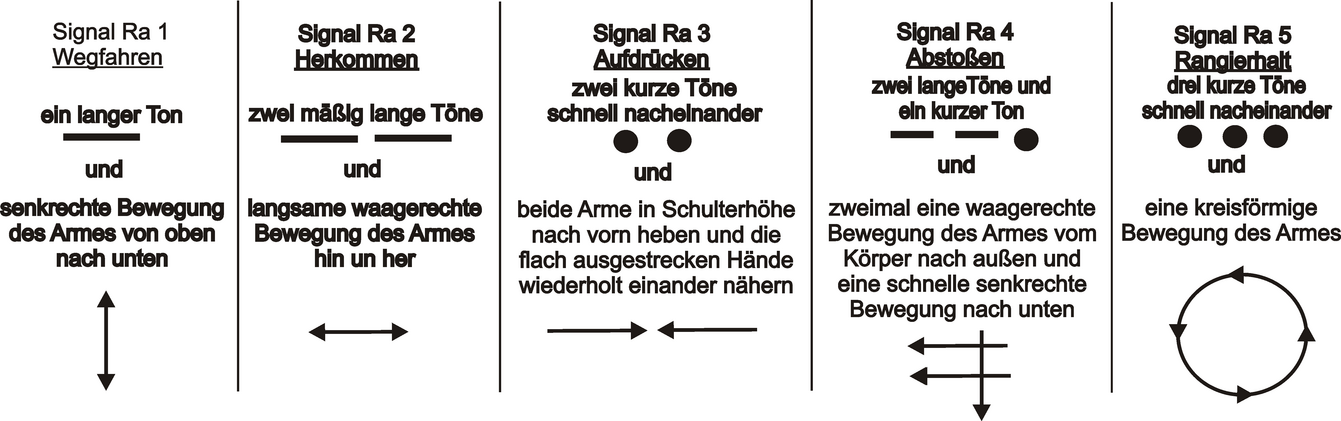
Rangiersignale mit Tageszeichen

| Signalbegriff | Signalbedeutung | Signalbeschreibung                    | Signalbeschreibung                                                                                                  | Signalbeschreibung | Erläuterung                                                                                            |
| Signalbegriff | Signalbedeutung | Signalton                             | Tageszeichen | Nachtzeichen | Erläuterung                                                                                            |
| ------------- | --------------- | ------------------------------------- | --- | --- | --- |
| Ra 1          | Wegfahren.      | Ein langer Ton.                       | Senkrechte Bewegung des Armes von oben nach unten.                                                                  | Senkrechte Bewegung der Laterne von oben nach unten.                                                                  | Die Rangierfahrt soll in Richtung vom Signalgeber wegfahren.                                           |
| Ra 2          | Herkommen.      | Zwei mäßig lange Töne.                | Langsame waagerechte Bewegung des Armes hin und her.                                                                | Langsame waagerechte Bewegung der Laterne hin und her.                                                                | Die Rangierfahrt soll in Richtung auf den Signalgeber zu fahren.                                       |
| Ra 3          | Aufdrücken.     | Zwei kurze Töne schnell nacheinander. | Beide Arme in Schulterhöhe nach vorn heben und die flach ausgestreckten Hände wiederholt einander nähern.           | Wie am Tage, in der einen Hand eine Laterne.                                                                          | Das Triebfahrzeug soll die Fahrzeuge zum An- oder Abkuppeln aufdrücken.                                |
| Ra 4          | Abstoßen.       | Zwei lange Töne und ein kurzer Ton.   | Zweimal eine waagerechte Bewegung des Armes vom Körper nach außen und eine schnelle senkrechte Bewegung nach unten. | Zweimal eine waagerechte Bewegung der Laterne vom Körper nach außen und eine schnelle senkrechte Bewegung nach unten. | Das Triebfahrzeug soll Fahrzeuge abstoßen.                                                             |
| Ra 5          | Rangierhalt.    | Drei kurze Töne schnell nacheinander. | Kreisförmige Bewegung des Armes.                                                                                    | Kreisförmige Bewegung der Laterne.                                                                                    | Die Rangierfahrt soll anhalten. Es gilt auch, wenn es nur sichtbar oder nur hörbar wahrgenommen wurde. |

Das Signal Ra 5 kommt in vergleichbaren Formen auch bei Zugfahrten zur Anwendung: Das optische Äquivalent ist das Schutzsignal Sh 3 – Kreissignal – „Sofort halten“. Die vergleichbaren akustischen Signale sind das Signal des Triebfahrzeugführers Zp 5 – Notsignal – „Beim Zug ist etwas Außergewöhnliches eingetreten – Bremsen und Hilfe leisten“ und das dem identische Schutzsignal Sh 5 – Horn- und Pfeifsignal – „Sofort halten“, wobei die drei kurzen Pfeiftöne hier mehrmals hintereinander zu geben sind.

### Abdrücksignale
Die Abdrücksignale dienen der Verständigung beim Rangieren am Ablaufberg und stehen meist an dessen Scheitel. Die Formsignale besitzen einen um den Mittelpunkt einer runden weißen oder schwarzen Scheibe drehbaren Balken, der bei Dunkelheit beleuchtet wird. Bei den Lichtsignalen wird das Signalbild durch weiße Lichtstreifen auf einem dunklen Signalschirm dargestellt. Signal Ra 9 existiert nur als Lichtsignal.
| Signalbegriff | Signalbedeutung           | Signalbeschreibung                                                | Signalbeschreibung                                                                                    | Erläuterung                                                                          | Bild |
| Signalbegriff | Signalbedeutung           | Formsignal                                                        | Lichtsignal                                                                                           | Erläuterung                                                                          | Bild |
| ------------- | ------------------------- | ----------------------------------------------------------------- | --- | ------------------------------------------------------------------------------------ | ---- |
| Ra 6          | Halt! Abdrücken verboten. | Ein waagerechter weißer Balken mit schwarzem Rand.                | Ein waagerechter weißer Lichtstreifen.                                                                | Die Rangierfahrt soll am Scheitel des Ablaufberges halten und keine Wagen abdrücken. |      |
| Ra 7          | Langsam abdrücken.        | Ein weißer Balken mit schwarzem Rand schräg nach rechts aufwärts. | Ein weißer Lichtstreifen schräg nach rechts aufwärts.                                                 | Die Wagen sollen langsam abgedrückt werden.                                          |      |
| Ra 8          | Mäßig schnell abdrücken.  | Ein senkrechter weißer Balken mit schwarzem Rand.                 | Ein senkrechter weißer Lichtstreifen.                                                                 | Die Wagen sollen mäßig schnell abgedrückt werden.                                    |      |
| Ra 9          | Zurückziehen.             | —                                                                 | Ein senkrechter Lichtstreifen, vom oberen Ende nach rechts abzweigend ein waagerechter Lichtstreifen. | Die Rangierfahrt soll entgegen der Ablaufrichtung vom Ablaufberg wegfahren.          |      |

### Sonstige Signale für den Rangierdienst
Die in der Eisenbahn-Signalordnung unter sonstige Signale für den Rangierdienst beschriebenen Signale sind ortsfest im Gleisbereich angeordnet.
| Signalbegriff                  | Signalbegriff      | Signalbedeutung                                                                 | Signalbeschreibung                                                                                                   | Erläuterung | Bild |
| Kurz- bezeichnung              | Lang- bezeichnung  | Signalbedeutung                                                                 | Signalbeschreibung                                                                                                   | Erläuterung | Bild |
| ------------------------------ | ------------------ | ------------------------------------------------------------------------------- | --- | --- | ---- |
| Ra 10                          | Rangierhalttafel   | Über die Tafel hinaus darf nicht rangiert werden.                               | Eine oben halbkreisförmig abgerundete weiße Tafel, mit oder ohne der schwarzen Aufschrift „Halt für Rangierfahrten“. | Über die Tafel hinaus darf nur mit Zustimmung des Fahrdienstleiters in Form des Befehls 14.1 rangiert werden. Die Rangierhalttafel steht grundsätzlich links vom Gleis, abweichend kann sie auch rechts vom Gleis aufgestellt sein, z. B. bei baulichen Einschränkungen oder parallelen Strecken. |      |
| Ra 11 (DS 301) Ra 11a (DV 301) | Wartezeichen       | Auftrag des Wärters zur Rangierfahrt abwarten.                                  | Ein gelbes „W“ mit schwarzem Rand.                                                                                   | Rangierfahrten haben vor dem Wartezeichen zu halten und dürfen erst nach Zustimmung des Weichenwärters weiterfahren. Dieser gibt seine Zustimmung im Bereich der ehemaligen Deutschen Bundesbahn durch das Signal Sh 1 (Lichtsignal), mündlich oder durch Heben eines Armes oder einer weiß leuchtenden Handleuchte; im Bereich der ehemaligen Deutschen Reichsbahn durch Rangierfahrtsignal Ra 12, im Störungsfall mündlich. |      |
| Ra 11b (DV 301)                | Wartezeichen       | Auftrag des Wärters zur Rangierfahrt abwarten.                                  | Ein weißes „W“ mit schwarzem Rand.                                                                                   | Rangierfahrten haben vor dem Signal zu halten und dürfen erst nach Zustimmung des Weichenwärters weiterfahren. Die Zustimmung erfolgt mündlich oder durch Heben eines Armes oder einer weiß leuchtenden Handleuchte. |      |
| Ra 12 (DV 301)                 | Rangierfahrtsignal | Rangierfahrt erlaubt.                                                           | Zwei weiße Lichter nach rechts steigend.                                                                             | Das Signal wird im Signalbuch neben dem im Aussehen übereinstimmenden Signal Sh 1 (Lichtsignal, DS 301) in der Gruppe der Schutzsignale aufgeführt, gilt jedoch ausschließlich für Rangierfahrten und existiert nur im Bereich der ehemaligen Deutschen Reichsbahn. Es kann auch an Hauptsignalen gezeigt werden. |      |
| Ra 12 (DS 301) So 12 (DV 301)  | Grenzzeichen       | Grenze, bis zu der bei zusammenlaufenden Gleisen das Gleis besetzt werden darf. | Ein rot-weißes Zeichen.                                                                                              | Das Grenzzeichen steht an Weichen im Winkel zwischen beiden Gleisen und gibt an, bis wohin ein Fahrzeug stehen darf, ohne dass es auf dem einmündenden Gleis zu einer Flankenfahrt kommt. |      |
| Ra 13                          | Isolierzeichen     | Kennzeichnung der Grenze der Gleisisolierung.                                   | Auf weißem Grund ein blauer Pfeil.                                                                                   | Das Isolierzeichen gibt an, wie weit ein Gleis freizuhalten ist, damit das Umstellen von Weichen und die Fahrtstellung von Signalen nicht verhindert wird. Der blaue Pfeil weist auf den Isolierstoß oder Achszählpunkt im zugehörigen Gleis. |      |